# Jackson C. Frank
Jackson C. Frank (2. března 1943, Buffalo, New York – 3. března 1999, Great Barrington, Massachusetts) byl americký folkový zpěvák.

## Diskografie

### Alba
- Jackson C. Frank (album) (1965)

### Singly
- Blues Run the Game / Can't Get Away From My Love (1965, 7")